# 汪楠
汪楠（ワン・ナン、1972年 - ）は、不良グループ怒羅権（現・準暴力団）創設期メンバー。「府中怒羅権」 創設者。元住吉会系暴力団関係者。NPO法人「ほんにかえるプロジェクト」発起人。中国吉林省長春市出身。

## 経歴
1972年、中国吉林省長春市生まれ。父親は外科医で病院の院長や政治活動家の経歴を持つ中国人。母親はバスガイドだった。文化大革命があり、父親は中国の政治に失望して来日。中国残留孤児の日本人女性と再婚した。1986年、汪は親に誘い出されて姉と14歳（13歳とも）で来日。他の元孤児の家族とともに一時入所施設に住んだ。編入した江戸川区立葛西中学校には中国残留孤児2世の子どもたちが男女合わせて60人ほど在籍していた。
在学中、襲撃してきた不良と喧嘩になり、日本人とも交流を持つ。いじめてくる不良も多くいたが喧嘩の経験から「暴力はお金を生む」と認識するようになったという。一時入所施設（期限は半年）を出されて施設で仲間意識を育んだ友人たちと散り散りになると、その友人たちからいじめの相談など助けを求められるようになり、次第に社会や学校の教師へ怒りを覚えるようになった。汪は仲間から電話を受けると放置自転車で駆けつけた。同じころ、安定した収入を得られていなかった汪の父による家庭内暴力が始まる。学校でも家庭内でも居場所を失った汪は中国語を話せる仲間同士のコミュニティに入り浸り、やがて非行に走るようになった。
学校では名前を「おう・くすのき」と直されたが、そう呼ばれても自分のことだとわからず、日本語が喋れない等、学校の生活には多くのストレスがあったという。
グループが「怒羅権」を名乗り始めた頃には暴走族、薬物、窃盗、暴行といった不法行為に走るようになる。17歳になる頃には暴走族として名前が売れ、ヤクザにスカウトされた。住吉会系の事務所に入り、怒羅権と兼任するようになる。18歳の頃、自身の金を盗んだ組員の左腕を日本刀で切り落として1年半、少年刑務所に入所した。少年刑務所出所後は、違法ポーカー店の仕切りをする。27歳の頃、拳銃を持って山口組にカチコミを試みるも、勝ち目がないとして破門。組だけでなく上層の二次団体まで解散し、壊滅することになった。以降は怒羅権の仲間とヤクザや一般企業の事務所に忍び込んで、小切手や手形を盗み換金する事務所荒らし・詐欺を行う 。岐阜刑務所で13年間服役し、支援者から送られた本を読んで内省を深めた。出所後、怒羅権を脱退。脱退後は犯罪から身を引くために東村山市に移住。犯罪と無関係な人たちとの交流を深めた。ホームレス支援や残留孤児、精神疾患者の支援を始め、葛西に戻る。NPOを立ち上げ、2015年9月から寄付で集めた本を全国の受刑者に差し入れる「ほんにかえるプロジェクト」を続け、受刑者や出所者の更生を支援する活動を行っている。「ほんにかえるプロジェクト」は刑務所の土木作業で余ったセメントでカエルを作る受刑者が多いことから命名した。
汪は出所後も怒羅権のメンバーと交流を持ってきたが組織には戻らず、怒羅権の初期メンバーという肩書きでテレビや雑誌の取材を受けていたが、2021年11月13日、知人の飲食店に用心棒代を要求したとして逮捕された。釈放され起訴はされなかった。汪によると、「結局無実で釈放されました。葛西怒羅権を継承する可能性が私を含めて3人いましたがいずれも身に覚えがない罪で逮捕されている。要するに警察からのカマシですね」としてトップが亡くなった後のゴタゴタに巻き込まれたと語った。
2023年3月に東京・池袋のマンション一室に5人組が押し入って現金110万円などが奪われた事件を指示したとして同年10月10日、強盗致傷容疑で警視庁に逮捕された。この事件では既に実行役や運転役の40から50代の日本人の男5人が逮捕、起訴され、一部は以前から汪と面識があった。他にモンゴル人の男3人も実行役だったが、1人は現場で反撃されて死亡。残り2人は既に帰国しており、警視庁が逮捕状を取って捜査している。12月25日までに、汪に強盗を依頼したとして中国籍の会社役員ら2人が逮捕された。

## その他
怒羅権の初代総長の佐々木秀夫によれば、汪楠は葛西中学校時代の2年後輩であり、同じ残留孤児2世なのは間違いない、としている。しかし、創設メンバーは7人でその中に汪楠は含まれてなく、汪楠は怒羅権とほとんど関係がなく偽史や偽歴史を作っていると厳しく批判している。

## 書籍
- 汪 楠『怒羅権と私  創設期メンバーの怒りと悲しみの半生』彩図社、2021年1月27日。ISBN 4801304370。